# Söderby gård, Österhaninge

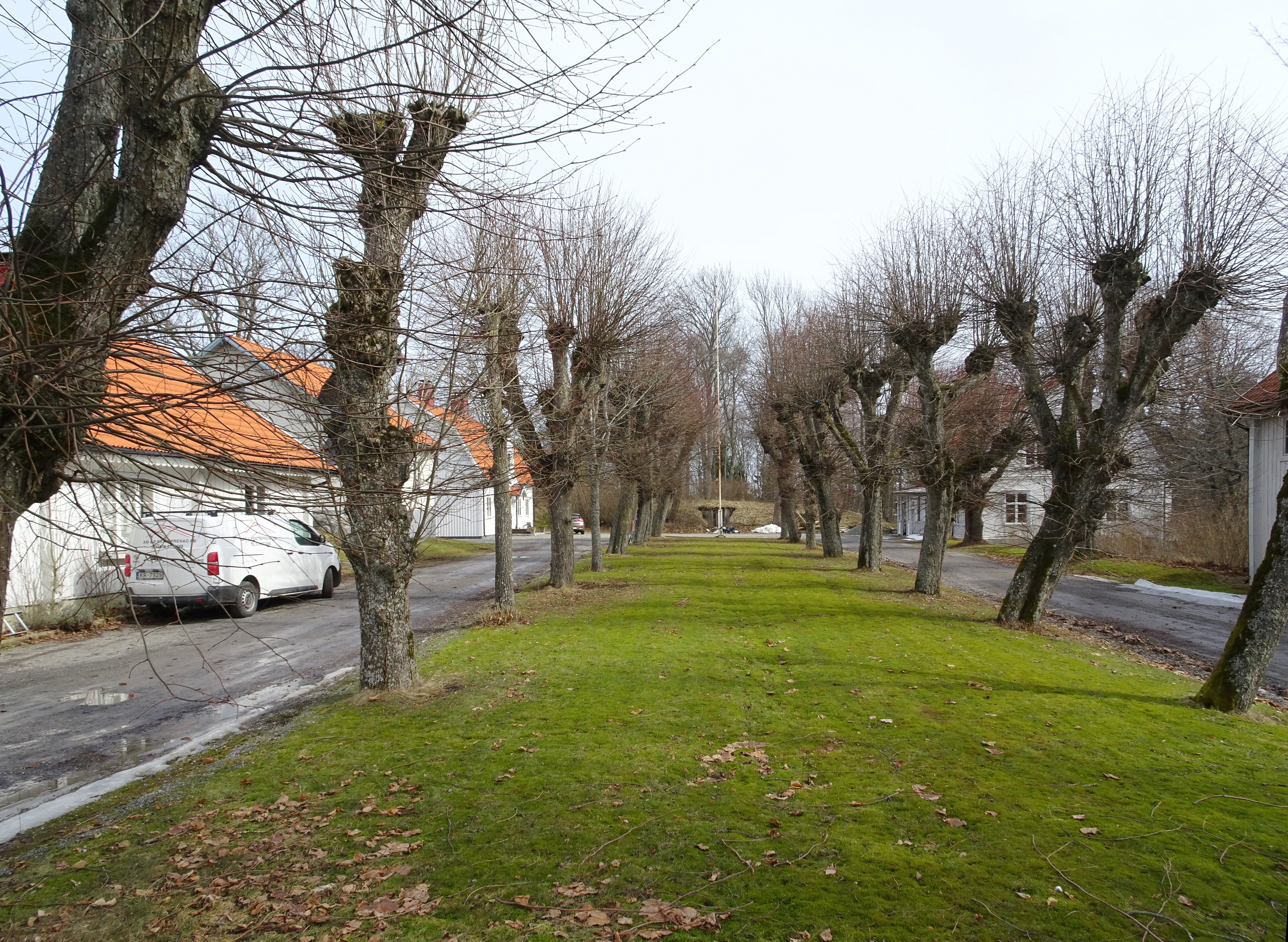
Söderbys trädplanterade gårdsplan, vy österut. Rakt fram stod ursprungligen huvudbyggnaden, april 2018.

Söderby gård är en herrgård och ett tidigare säteri i Österhaninge socken i nuvarande Haninge kommun, Stockholms län. Söderbys mark började exploateras för bebyggelse från och med 1920 och blev villasamhället och dagens område Handen. Söderby är även namnet på ett radhusområde som uppfördes i slutet av 1970-talet på Söderby gårds ägor. Söderbys huvudbyggnad förstördes redan år 1750 av en brand; därefter tjänade södra flygeln som corps de logi.

## Historik

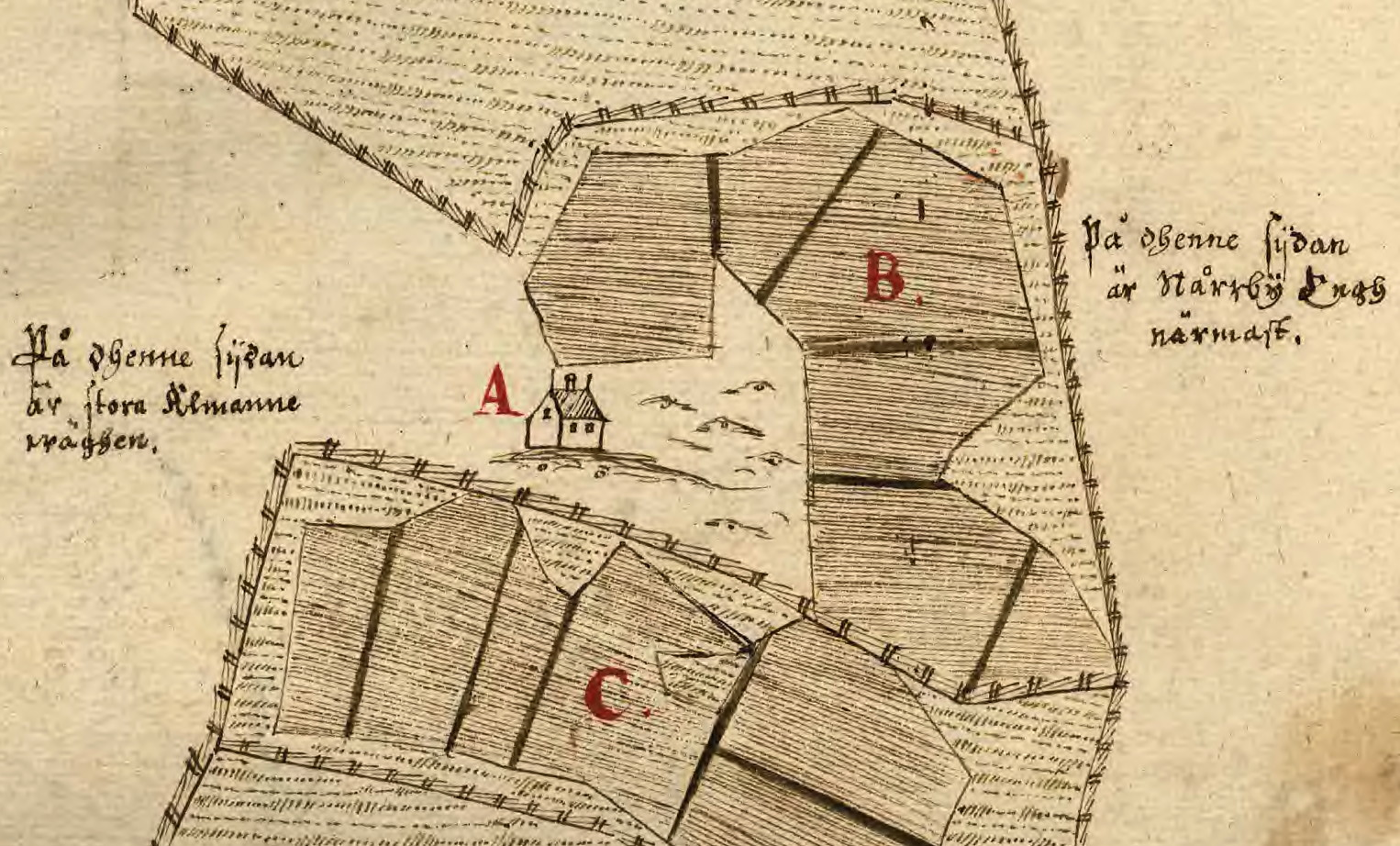
Söderby "skattehemman" (litt. A) 1638.

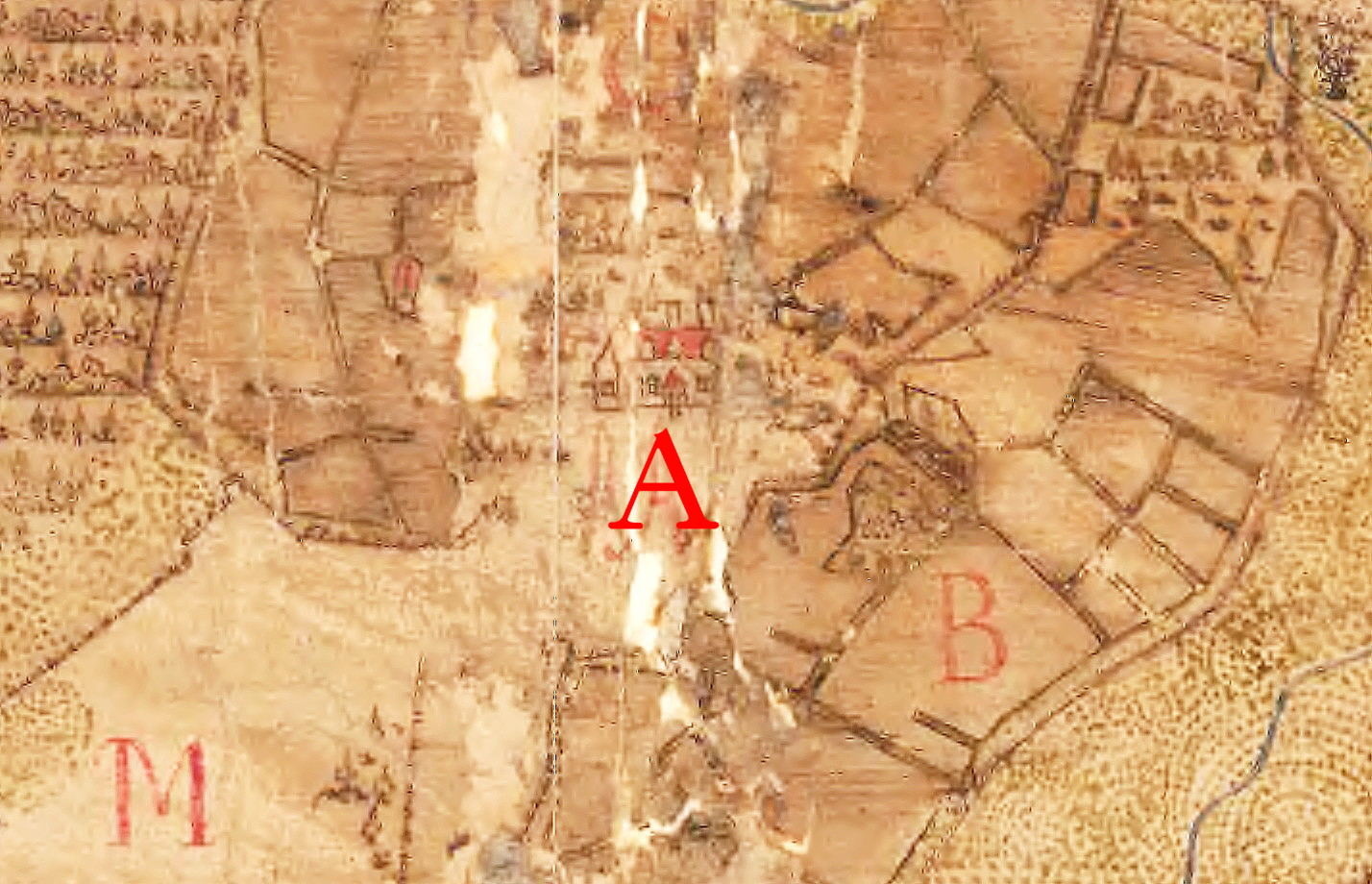
Söderby "sätesgård" (litt. A) 1648.

Området kring Söderby bär talrika spår efter mänsklig bosättning sedan järnåldern. Efterledet -by tyder på vikingatida ursprung. Bakom en av gårdens flygelbyggnader återfinns den så kallade Söderbystenen från 1000-talet. Söderbys gamla gårdstomt ligger, till skillnad från många andra historiska gårdar, fortfarande på samma plats som den nutida bebyggelsen.
Söderby omnämns 1425 som et goz hether swdherby. Från 1600-talet och framåt är Söderbys ägare kända. 1638 var Söderby ett skattehemman som förvärvades från kronan av Peder Erlandsson Bååt. Han var landshövding i Södermanlands län från 1634 till 1637 och innehavare av Fituna i Sorunda socken, Östanå slott i Kulla socken och Edeby gård i Lovö socken. På en karta från 1648 kallas Söderby för sätesgård och låg på nuvarande plats. Den skadade kartan visar ett hus med tre skorstenar (litt. A). I och med köpet av Söderby blev Bååt även ägare till Trångsunds gård som lydde under Söderby.
I slutet av 1600-talet ägdes Söderby av Gabriel Falkenberg, greve till Sandemar (vars byggherre han var) och friherre till Odensviholm. Falkenberg avled 1714 och Söderby övertogs av friherren Gabriel Stierncrona, ägare av Åkeshovs slott. 1719 överlät han egendomen till sin bror Per, vilken adlades Stierncrona af Söderby (död 1726). Under Stierncronas tid existerade huvudbyggnaden fortfarande och var troligen uppförd i karolinsk stil samt omgiven av flera fristående flyglar. 
Nästa ägare var Conrad Lohe, bruksherren Johan Lohes yngste son. Conrad Lohe var trots sina enorma förmögenheter mest känd för sin girighet och snålhet. Familjens skatt återfanns 1937 i Lohes tidigare bostadshus vid Lilla Nygatan 5 i Stockholm (se Loheskatten). Under Lohes tid gjordes förmodligen inte mycket åt gårdens underhåll. 1744 blev han ålagd vid vite att sätta gästgiveriet i gårdens grindstuga i ”försvarligt skick”.  Omkring 1750 brann huvudbyggnaden ner och byggdes aldrig upp igen. Troligen bodde Lohe inte själv på Söderby, och efter branden fick södra flygeln (den närmast den förstörda mangården) fungera som ny mangård. 
Conrad Lohe avled 1763 och Söderby förvärvades av kanslirådet Sven Bunge. Efter Bunge gick egendomen till envoyén H.J. Hildebrand i den adliga släkten Hildebrand som samtidigt ägde bland annat Stora Sköndal vid norra sidan om Drevviken. Han och hustrun avled på Söderby 1775. Därefter ägdes Söderby av dottern Ebba, gift med översten G. Gyldenstolpe. Han avled på gården 1783.
På 1800-talet gick egendomen genom flera händer och förlorade sin säteristatus som så många andra säterier vid den tiden. På 1870-talet beskrivs Söderby i Historiskt-geografiskt och statistiskt lexikon öfver Sverige på följande sätt: ”Gården, som är beväxt med lindar och omgifven af björklundar, har en hög och sund belägenhet; den är bebyggd med 2:ne flyglar med 13 rum, och utmed gårdsplanen sträcker sig en stor trädgård […] flera sjöar på egorna lemna vatten till en såg med 2 ramar samt en qvarn med 3 par stenar och tröskverk; fiske finnes i Drefviken.” Vid den tiden ägdes Söderby av kronofogden C.R. Lönbom och hans arvingar och gården med sina underliggande torp omfattade totalt 5³/₄ mantal.

Historiska kartor
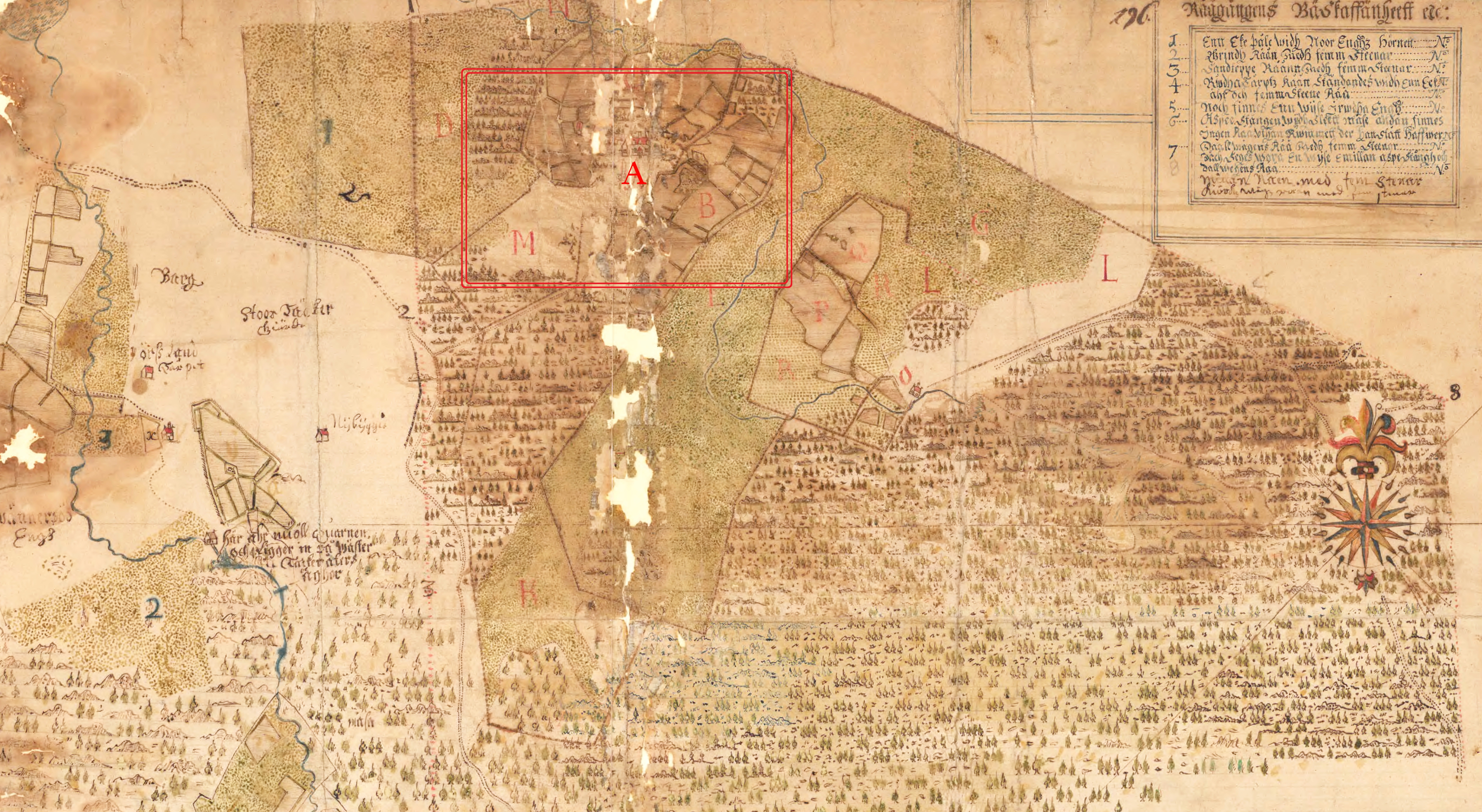
Söderbys ägor (norra delen) 1648.
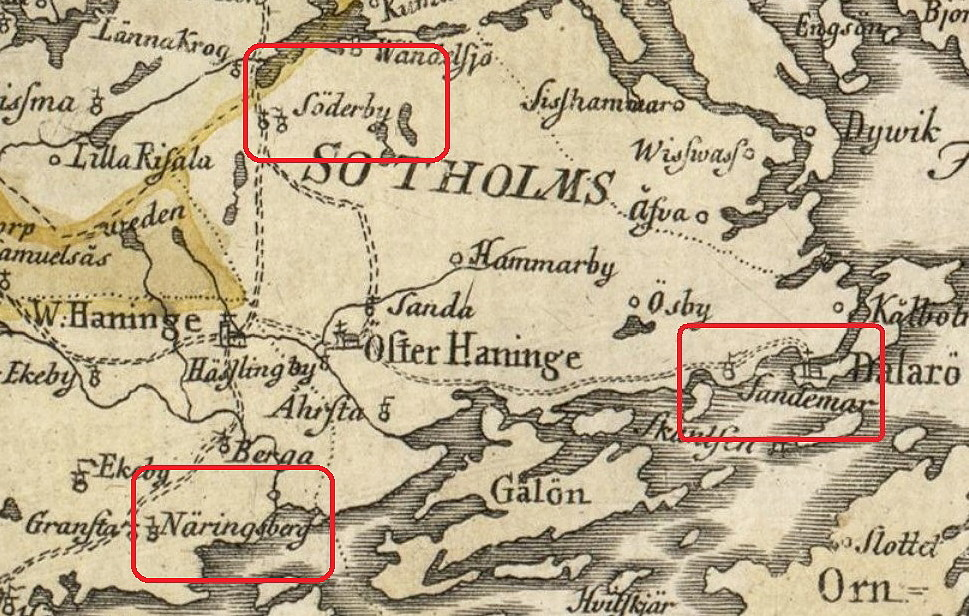
Söderby, Sandemar och Näringsberg, 1772.
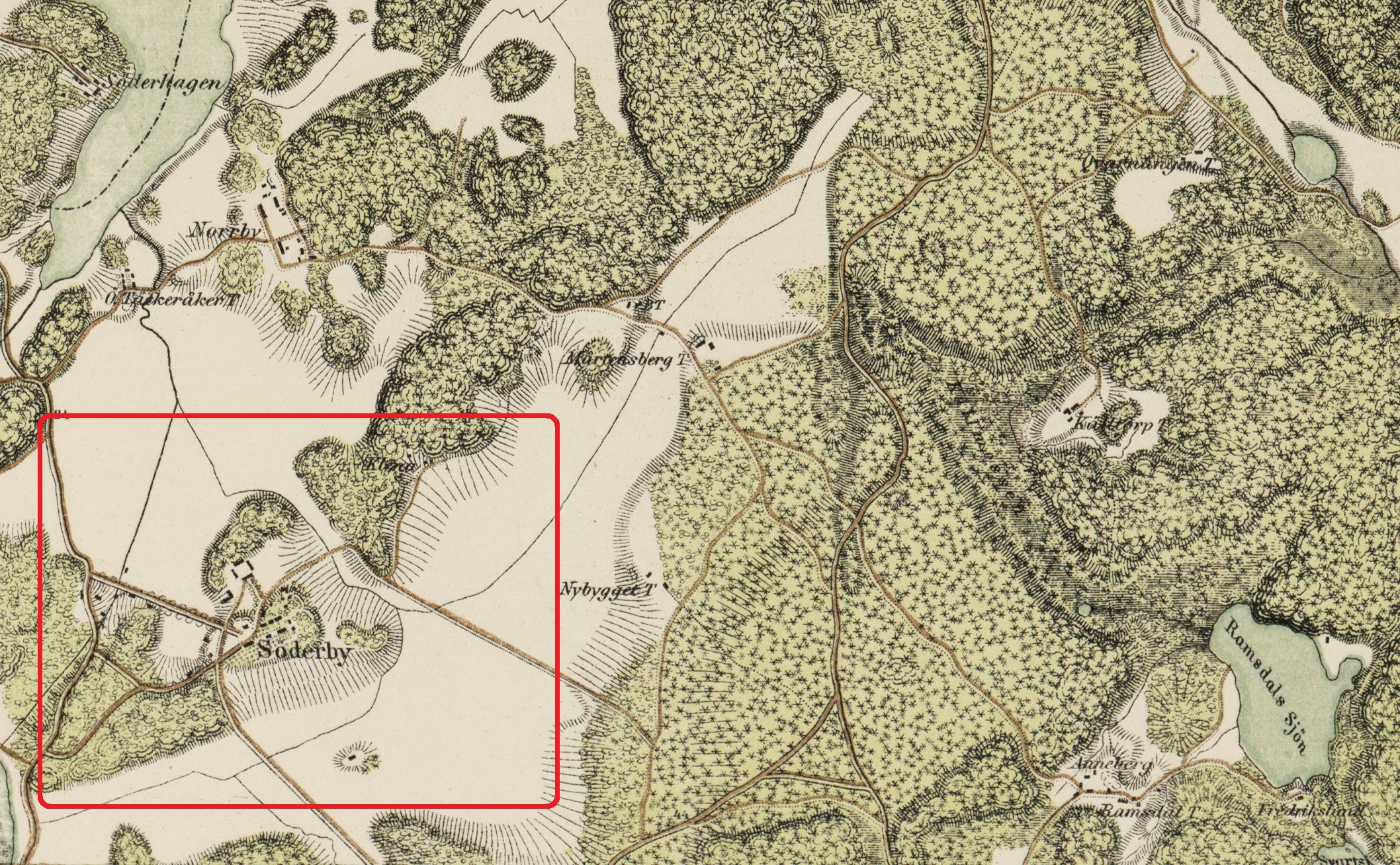
Söderby på Topografiska corpsens karta, 1861.
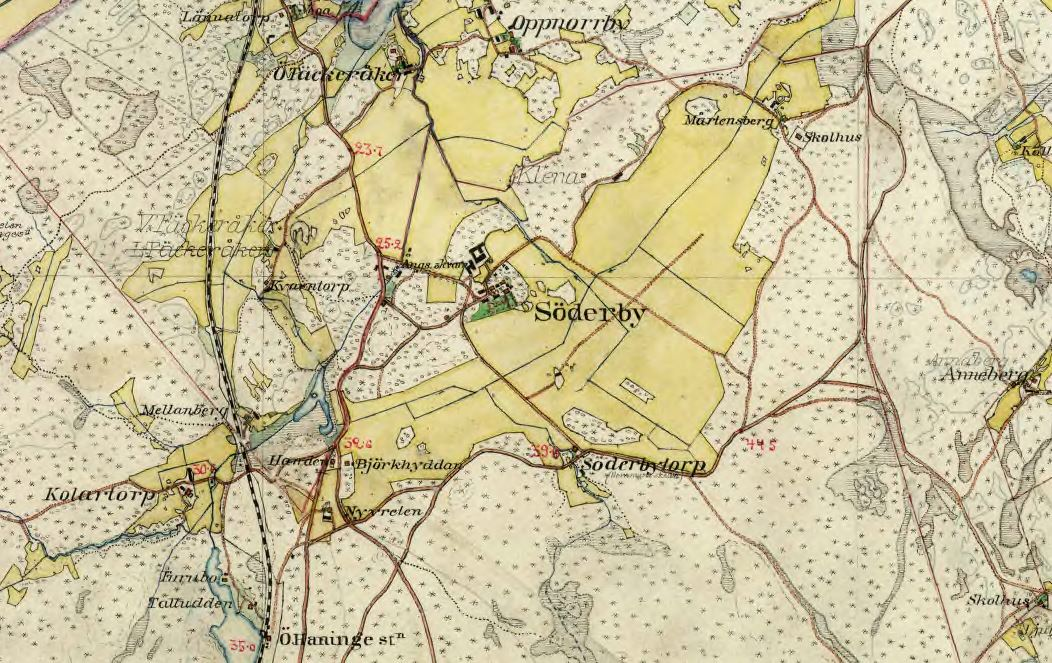
Söderby på Häradsekonomiska kartan, 1905.

## Gårdens byggnader

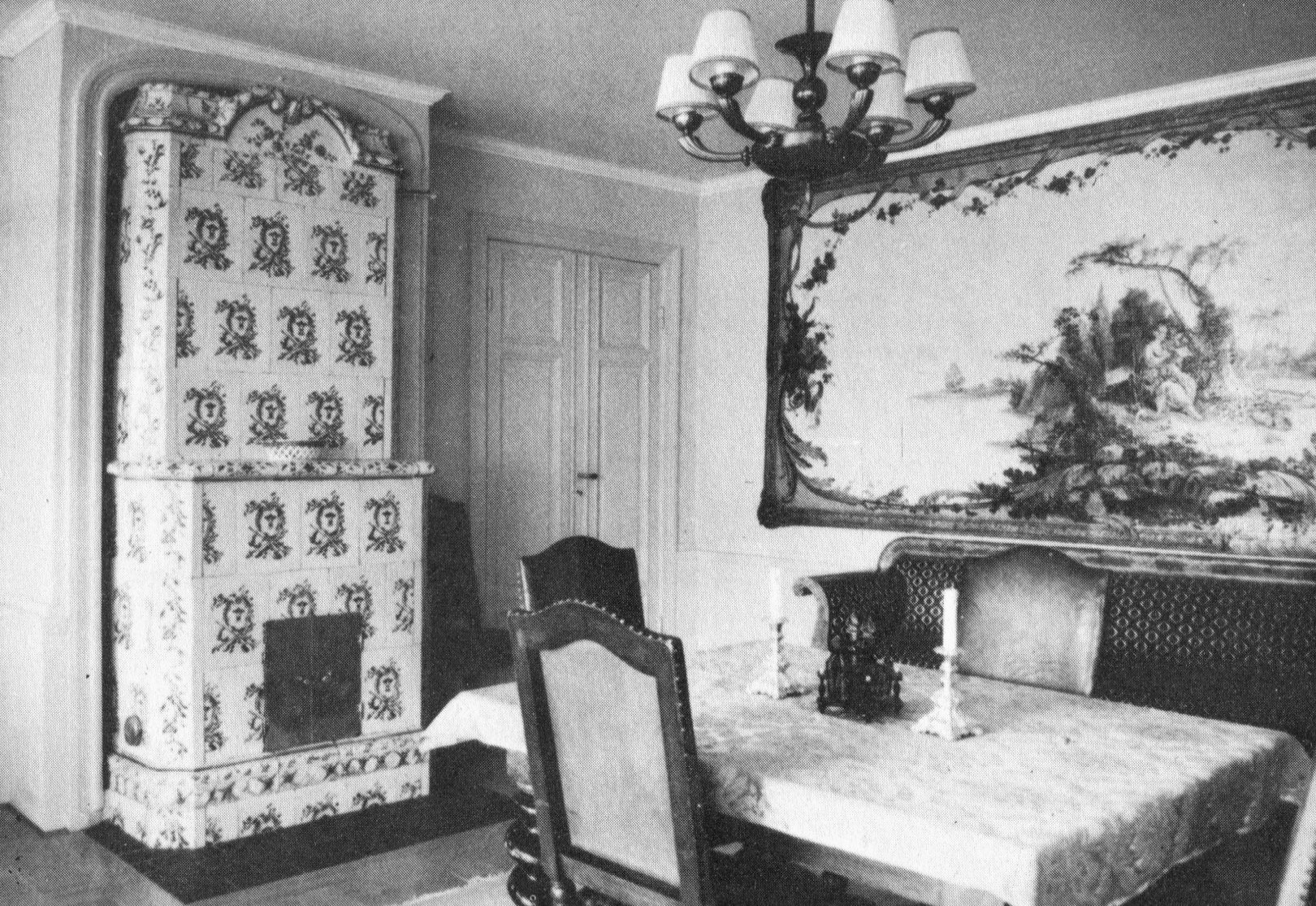
Söderby gård, huvudbyggnad, salongen med blådekorerad kakelugn, 1960-talet.

Söderbys huvudbebyggelse låg strax öster om den viktiga färdvägen mot Nynäshamn. Från vägen gick en rak, träplanterad allé fram till ett långsmalt gårdsplan med huvudbyggnaden i fonden, idag en kulle med en förfallen jordkällare. Denna allé är numera försvunnen och bortschaktad när nuvarande motorvägen Riksväg 73 (Nynäsvägen) anlades på 1970-talet. 
Även gårdsplanen var trädplanterad som en allé och gav intryck av en bruksgata som fortfarande är intakt. På norra sidan fanns fyra och på södra tre flygelbyggnader, den längst i öster blev gårdens corps de logi sedan huvudbyggnaden brann ner 1750. Utöver den nyttjas idag tre flyglar som privata bostadshus. De andra fungerade som ekonomibyggnader. Några byggnader kan vara av karolinskt ursprung och var troligen rödmålade från början. Efter flera ombyggnader är de idag vitmålade och av varierande utseende, men enligt tidigare riksantikvarien Gösta Selling "ändå arkitektoniskt samspelta". Nuvarande huvudbyggnad nyinreddes på 1770-talet och är moderniserad på 1880-talet och 1911. I salongen märks bland annat en väggdekoration föreställande en pastoral scen vars upphovsman kan ha varit Johan Pasch eller någon av hans elever.
Norr om bebyggelsen låg gårdens ekonomibyggnader som var anordnade i en fyrkant och väster om den låg gårdens kvarn och såg. I början av 1900-talet ersattes ladugårdsfyrkanten av en stor rektangulär lada. Under Söderby låg flera torp, bland annat Handen, Kolartorp, Kvarntorp, Mårtensberg, Nyvreten, Björkhyddan och Söderbytorp. Några av dem har givit namn åt olika bostadsområden i Haninge kommun.

## Söderby exploateras
År 1892 kom Axel Pettersson (1871–1946) till Söderby som inspektor och blev 1920 ägare till gårdens byggnader när de blev avstyckade från Söderby malm. Efter hans bortgång förvärvades större delen av marken av kommunen och Haningebyggen och villasamhället Handen började växa upp. Själva gårdsbebyggelsen ägdes i slutet av 1970-talet fortfarande av Petterssons dotter och svärsonen överste Dag Nordenskiöld.

## Nutida bilder

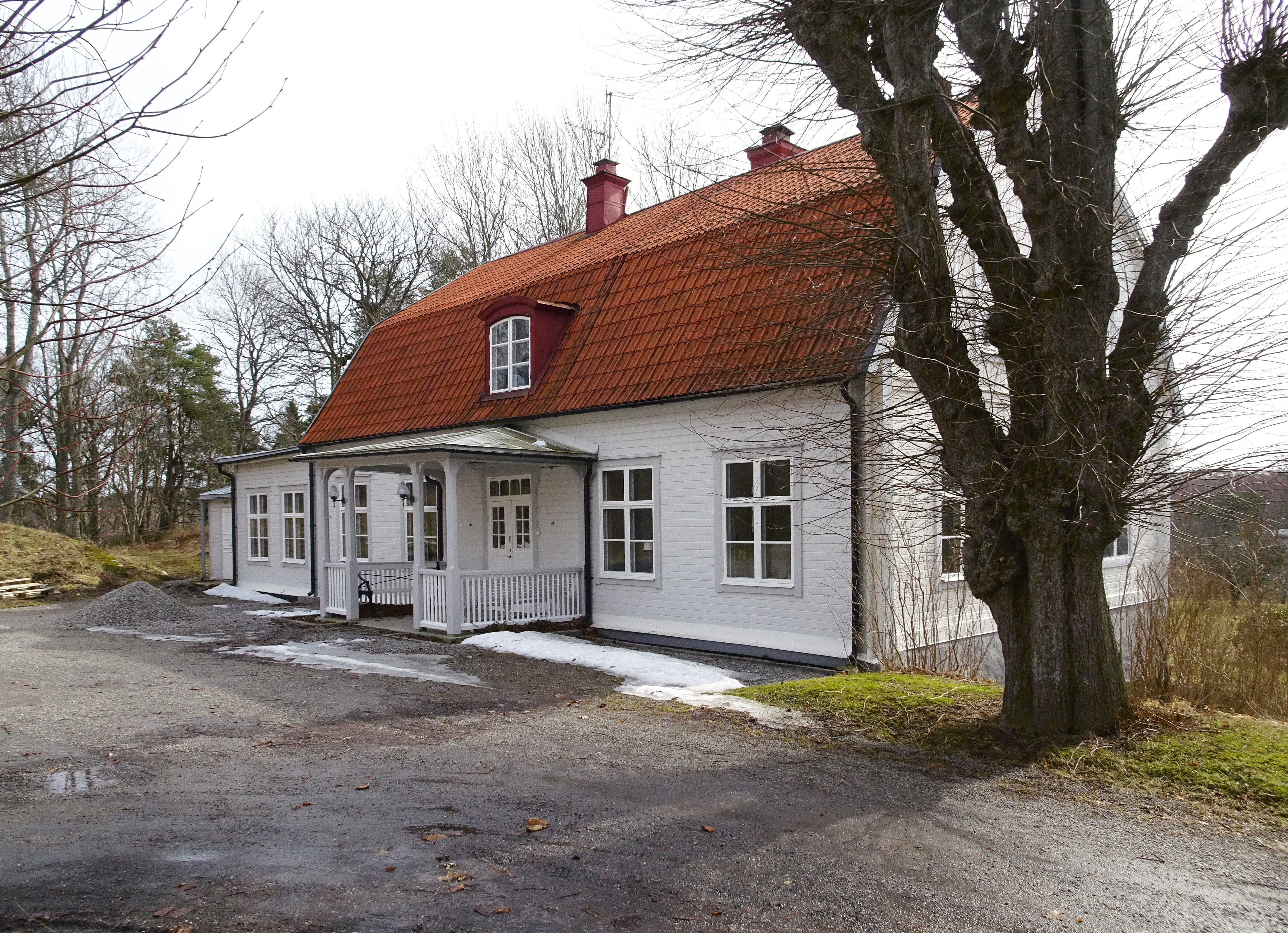
Huvudbyggnad
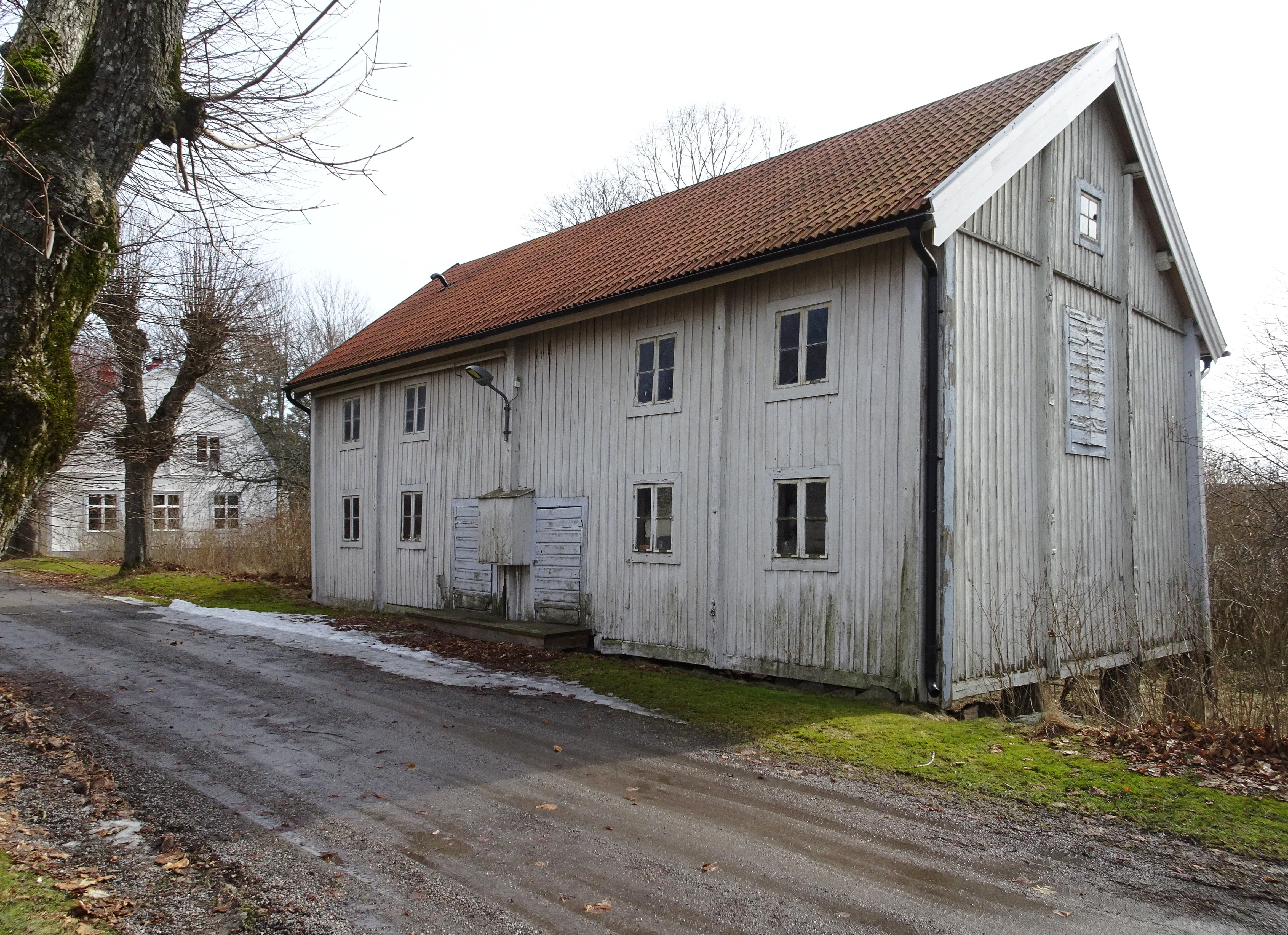
Södra flygelbyggnad
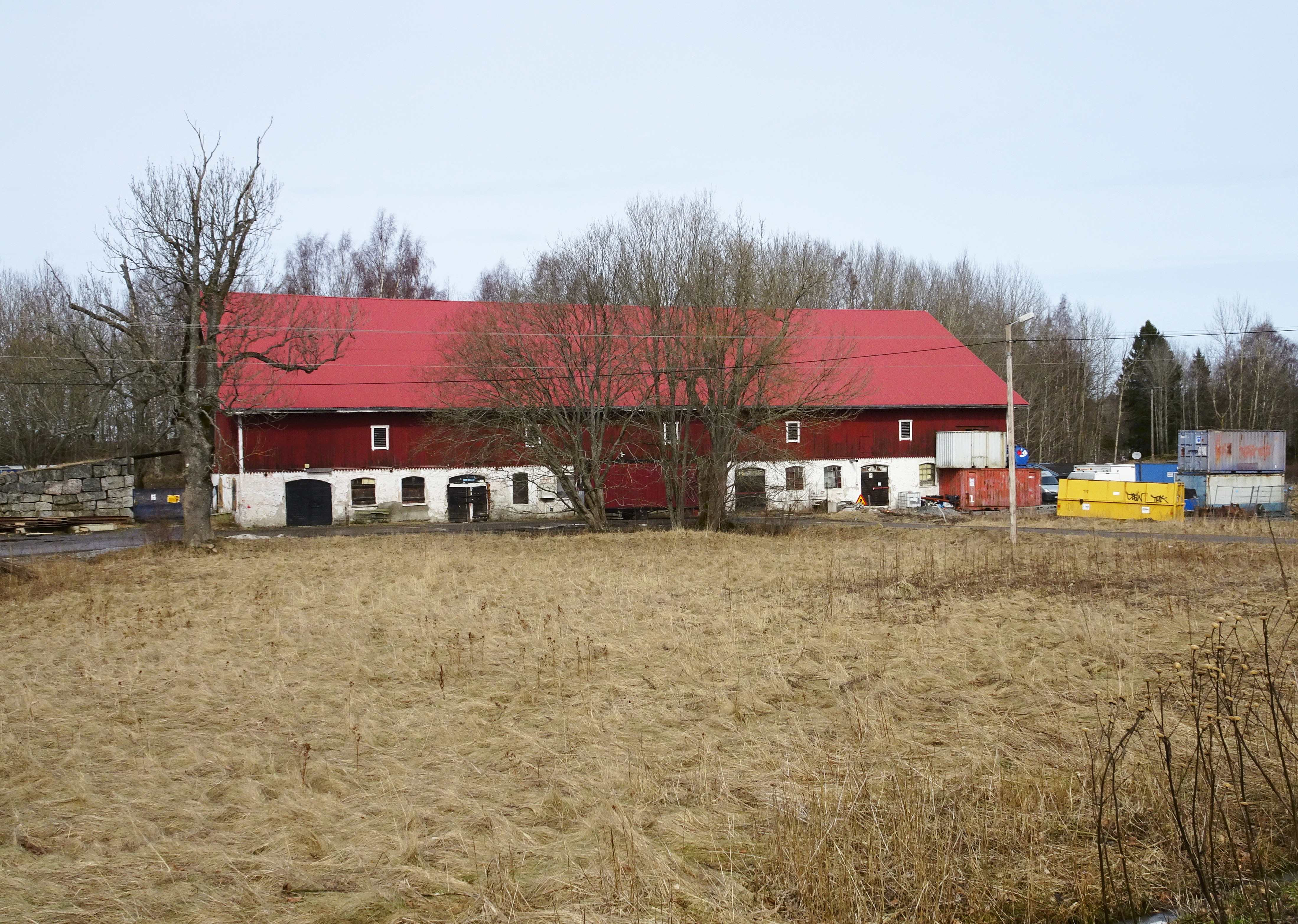
Stora ladugården
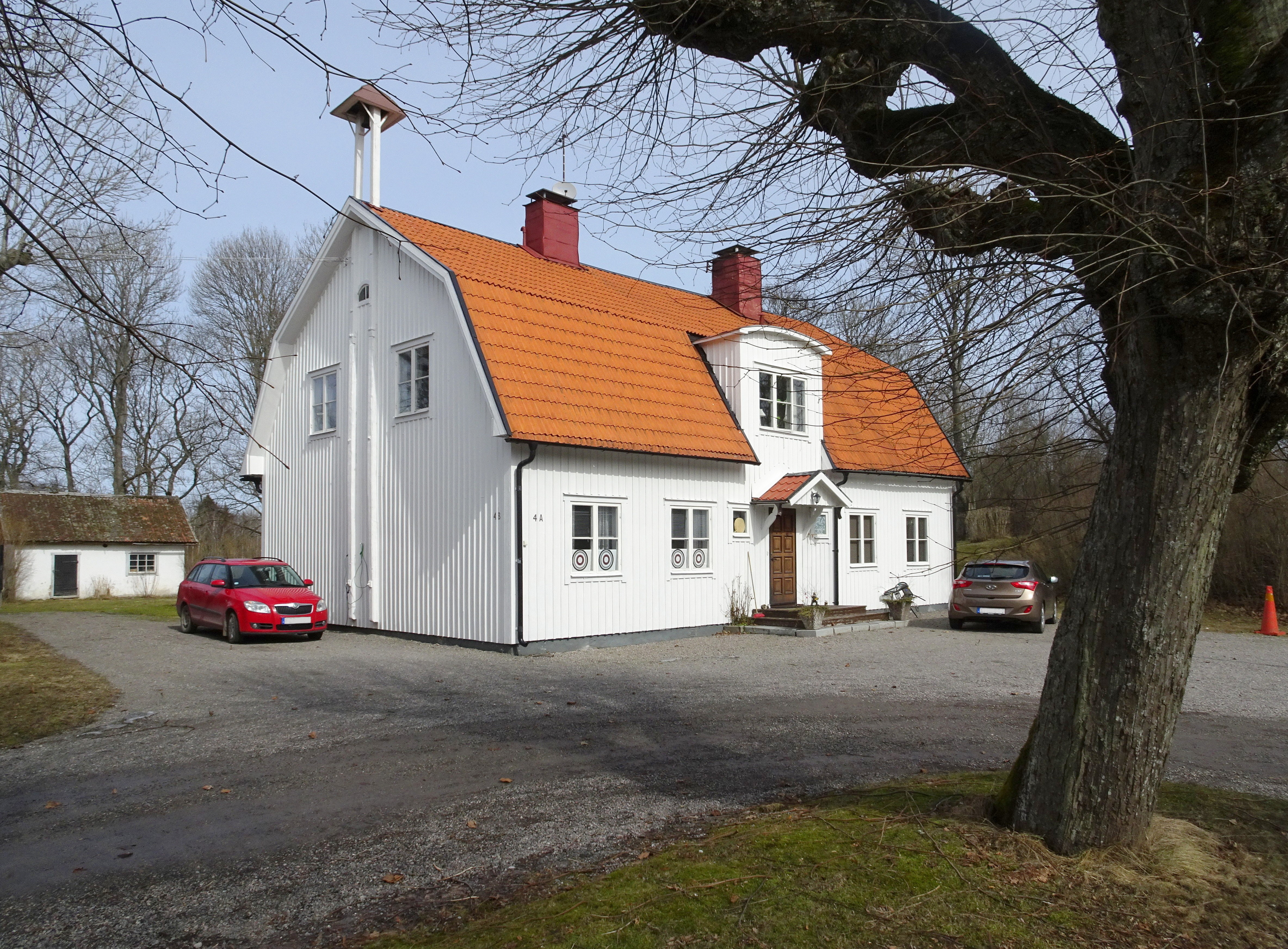
Norra flygelbyggnad
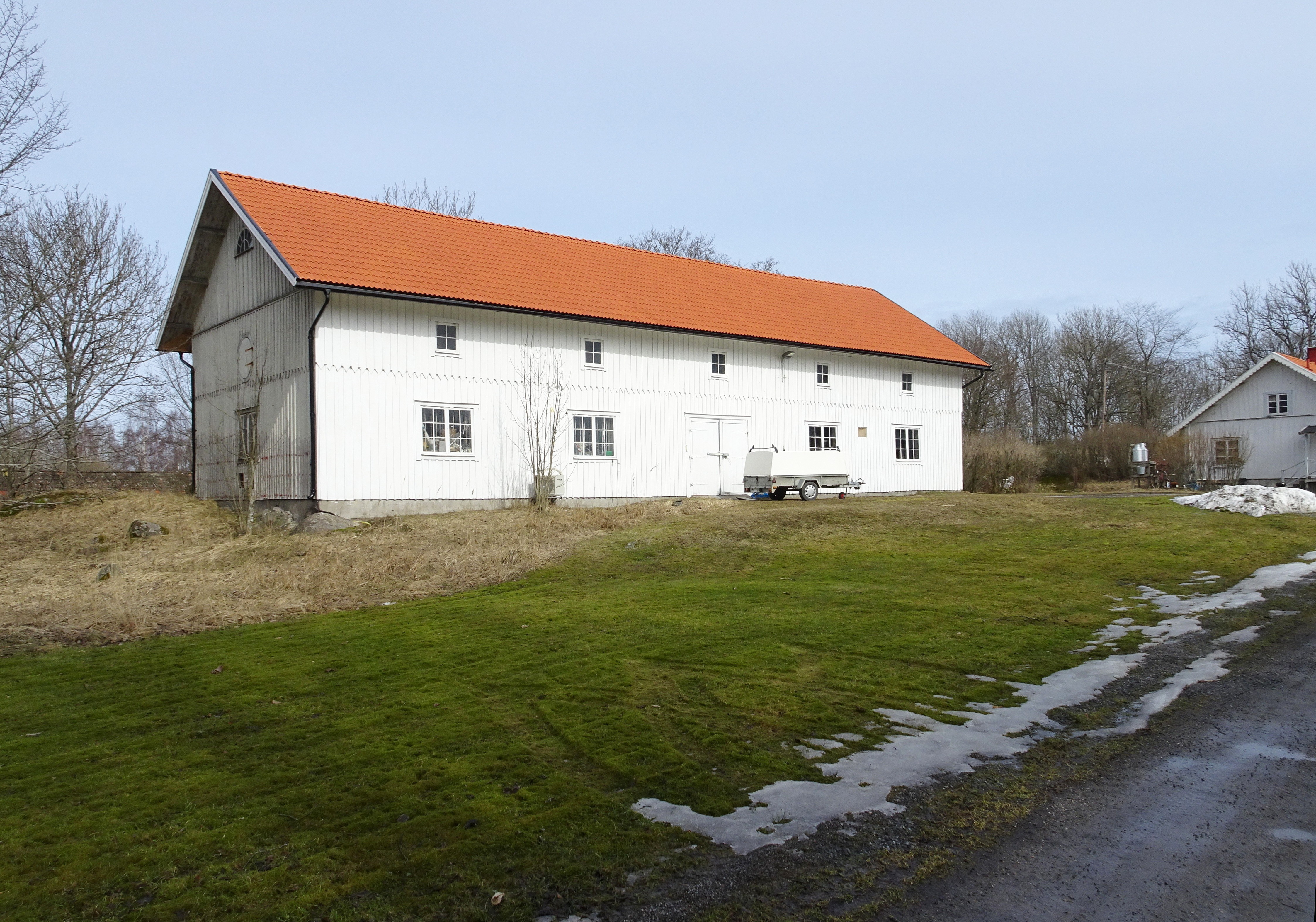
Norra flygelbyggnad

## Gårdar och torp under Söderby
- Hermanstorp
- Kolartorp
- Kvarntorp
- Mellanberg
- Rudans gård
- Söderby kvarn
- Täckeråker